# Cesare Pavese
Cesare Pavese (9. září 1908, Santo Stefano Belbo – 27. srpna 1950, Turín) byl italský básník, romanopisec, literární kritik a překladatel.

## Životopis
Narodil se ve městě Santo Stefano Belbo v provincii Cuneo, vzdělání získal v Turíně. Už od studií projevoval zájem o anglicky psanou literaturu. Vystudoval angličtinu a věnoval se překládání anglické a americké poezie i prózy.
Po nástupu fašismu se zapojoval v protifašistických kruzích, roku 1935 byl poslán do exilu do jihotalské Kalábrie, protože u něho byly nalezeny dopisy od politického vězně. Po několika měsících byl propuštěn a držen ve „vnitřním exilu“ v severní Itálii. O rok později se vrátil do Turína, kde pracoval pro levicového nakladatele Giulia Einaudiho jako redaktor a překladatel.
Za války byl povolán do armády, nicméně jako astmatik strávil šest měsíců ve vojenské nemocnici. Když se vrátil do Turína, město bylo okupováno Wehrmachtem a řada jeho přátel se přidala k partyzánům. Pavese také utekl do kopců blízko Casale Monferrato, nicméně žádných partyzánských akcí se nezúčastnil.
Po válce vstoupil do Italské komunistické strany, pracoval ve stranickém časopise l'Unità; v této době často navštěvoval rodnou oblast Langhe, kde nalezl útěchu. Přesto ho frustrace z lásky (miloval americkou herečku Constance Dowlingovou, ta ho však odmítla) a politická deziluze dohnala k sebevraždě; 27. srpna 1950 se předávkoval barbituráty. V tomto roce obdržel prestižní literární cenu Strega. Okolnosti své smrti Pavese předpověděl už v závěru své předposlední knihy Tra Donne Sole (česky vydáno pod názvem Přítelkyně). Jeho poslední kniha, vydaná v roce jeho smrti, se jmenovala La Luna e i Falò (česky vydáno pod názvem Měsíc a ohně).

## Dílo
- Seznam děl v Souborném katalogu ČR, jejichž autorem nebo tématem je Cesare Pavese

Typickým rysem Paveseho románů je zklamání a osamocenost jednotlivce, typický hrdina je opuštěný, jeho milostné vztahy jsou krátké a povrchní, skončí bez přátel, jeho ideály se zhroutí.
Kromě vlastních děl byl Pavese plodným a významným překladatelem z angličtiny (několik básní také napsal v angličtině), do italštiny přeložil například Dickensova Davida Copperfileda, Melvillovu Bílou velrybu, Joycův Portrét umělce v jinošských letech. Známé jsou také jeho deníky, plné filozofických úvah a aforismů.

### Vydáno v italštině
- Lavorare stanca (tj. Pracovat unavuje), básnická sbírka, Florencie, 1936
- Paesi tuoi (tj. Tvé země), román, Turín, 1941
- La spiaggia (tj. Pláž, vyšlo i česky ve sbírce Dřív než kohout zakokrhá, viz níže), novela, 1941
- Feria d'agosto (tj. Srpnový všední den), Turín, 1945
- Il compagno (tj. Soudruh, česky pod názvem Pablův příběh, viz níže), román, Turín, 1947
- Dialoghi con Leucò (tj. Dialogy s Leucò, česky pod názvem Hovory s nymfou, viz níže), povídky ve formě dialogu s mytologickou tematikou, Turín, 1947
- La casa in collina (tj. Dům na kopci, česky ve sbírce Dřív než kohout zakokrhá, viz níže)
- Il carcere (tj. Vězení, česky ve sbírce Dřív než kohout zakokrhá, viz níže)
- La bella estate (tj. Krásné léto), román, Turín, 1949
- Tra Donne Sole (tj. Mezi samými ženami, česky pod názvem Přítelkyně, viz níže)
- La luna e i falò (tj. Měsíc a ohně, vyšlo i česky, viz níže), román, Turín 1950
- Verrà la morte ed avrà i tuoi occhi (tj. Přijde smrt a bude mít tvé oči – tato básnická sbírka není totožná se stejnojmenným českým výborem z celého Paveseho básnického díla), básnická sbírka, Turín, 1951 (vydáno posmrtně)

### Vydáno v češtině
- Dřív, než kohout zakokrhá, Svoboda, 1971, překlad Josef Hajný – zahrnuje novely Pláž, Vězení a Dům na kopci
- Měsíc a ohně, SNKLHU, 1960, překlad Alena Hartmanová – román z prostředí zaostalého italského venkova s tematikou protifašistického odboje
- Hovory s nymfou, Odeon, 1981, překlad Alena Hartmanová – lyrické dialogy či spíše drobná dramata, v nichž spolu hovoří mytologičtí hrdinové
- Pablův příběh, Odeon, 1972, překlad Eva Hepnerová – částečně autobiografický román, zachycující formování idejí mladého Turíňana
- Přijde smrt a bude mít tvé oči, SNKLU, 1964, vybrali a přeložili Radovan Krátký a Jan Zábrana – dosud jediný český výbor z Pavesova básnického díla
- Přítelkyně, Ďábel na kopcích, SNKLU, 1965, přeložili Alena Hartmanová a Vladimír Mikeš – souborné vydání dvou Paveseho románů
- tematický blok v revue Souvislosti 4/2004